# Cerkev Nanebevstoupení Páně
Cerkev Nanebevstoupení Páně (ukrajinsky: Вознесенська церква) je dřevěná pravoslavná cerkev v Jasině v Zakarparské Ukrajině v okrese Rachov. Na severní straně u cerkve stojí dřevěná zvonice z roku 1813.
Je spoluužívána Ukrajinskou pravoslavnou církví (Moskevský patriarchát) a Rusínskou řeckokatolickou církví.
Cerkev je zařazena na seznamu památek UNESCO

## Historie
Podle pověsti na místě v Jasině zanechal pastýř Ivan Struk své stádo ovcí, které nemohl převést přes průsmyk. Zastihla jej rychle nastupující zima. Narychlo pozastavil ohradu a sám se vydal domů. Na jaře se vrátil na místo, kde zanechal ovce. K jeho překvapení všechny ovce byly naživu. V údolí založil vesnici Jasina a z vděčnosti postavil dřevěnou kapli. Cerkev byla postavena v roce 1824. Také je nazývána Strukivský chrám.
Cerkev je od 19. století velmi populární. Byla velmi často fotografována a její fotografie publikovány v časopisech, knihách a brožurách. Byla vydána v roce 1939 na poštovní známce. Mnoho zakarpatských umělců se věnovalo ztvárnění této umělecké památky.
Dne 21. června 2013 na 37. zasedání Výboru pro světové dědictví UNESCO, které se konalo v Kambodži, byla cerkev Nanebevstoupení Páně včetně s dalšími dřevěnými cerkvemi v karpatském regionu v Polsku a na Ukrajině zařazeny na seznam světového dědictví UNESCO.

## Architektura
Cerkev je huculský typ, roubená stavba pěti věžových srubů s dominantní střední části na půdorysu kříže. Stavba je tvořena pěti dřevěnými roubenými sruby, které mají čtvercový půdorys, centrální srub je zakončen osmibokou jehlanovou střechou. Boční užší sruby jsou zastřešeny sedlovými střechami s malými věžičkami nad štíty. Části stavby, střechy jsou pokryty šindelem. Okolo srubů je postavena obvodová stříška položena na vyřezávaných trámech (krakorcích). V devadesátých letech 20. století byla k západnímu srubu přistavena přístavba. V roce 2006 byla obnovena střešní krytina.
V interiéru se dochoval vyřezávaný ikonostas z 18. století a gonfanon z počátku 19. století.

## Zvonice
Dřevěná dvoupatrová zvonice byla postavena v roce 1813 na jiném místě v Jasenici, v roce 1895 byla přestěhována na současné místo. Je jedenáct metrů vysoká postavena ze smrkových trámů. Přízemní patro je roubené na čtvercovém půdorysu s obvodovou pultovou střechou bez podpěr. Horní zvonová část je rámová, osmiboká, horizontálně ji dělí dvě přesahující okapové stříšky. Zvonice je zakončena nízkou jehlanovou střechou, krytou šindelem. Ve zvonici jsou zavěšeny tři zvony. V roce 1971 byla restaurována.

## Galerie

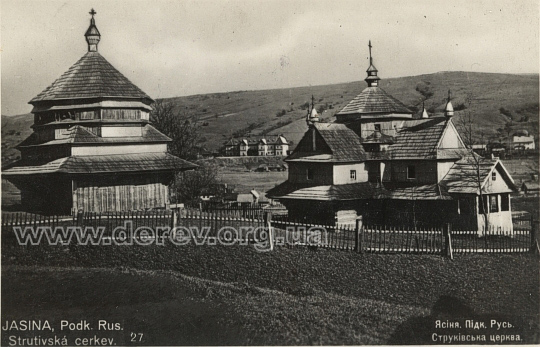
Dobová pohlednice s cerkví a zvonicí
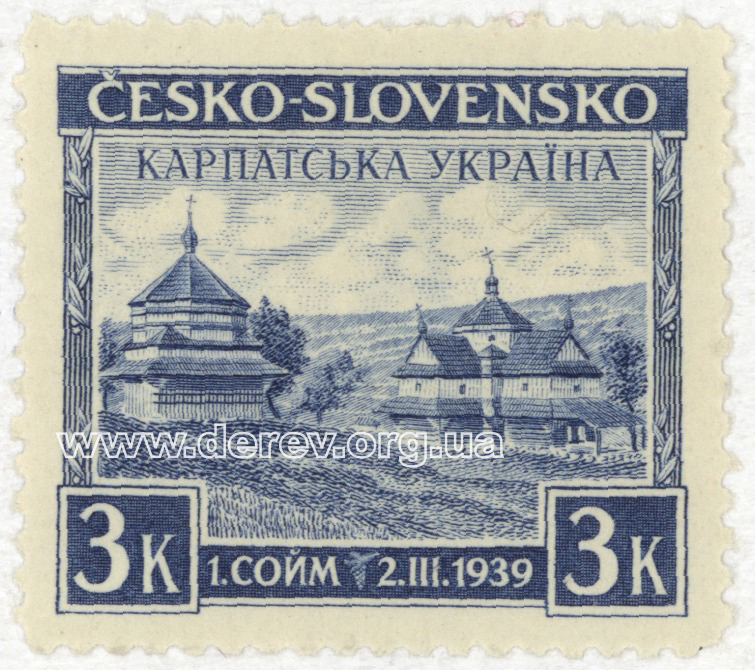
Poštovní známka
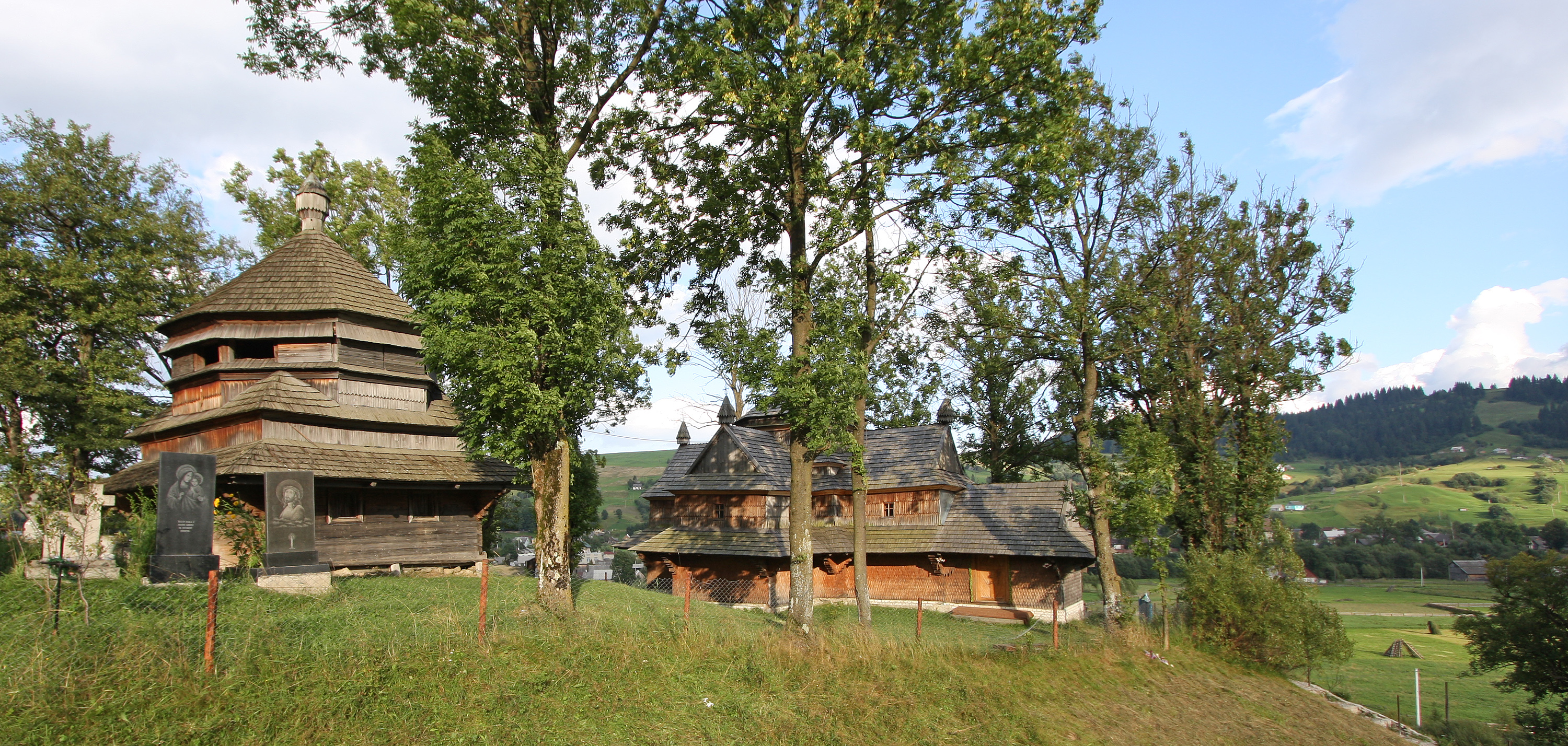
Zvonice a chrám
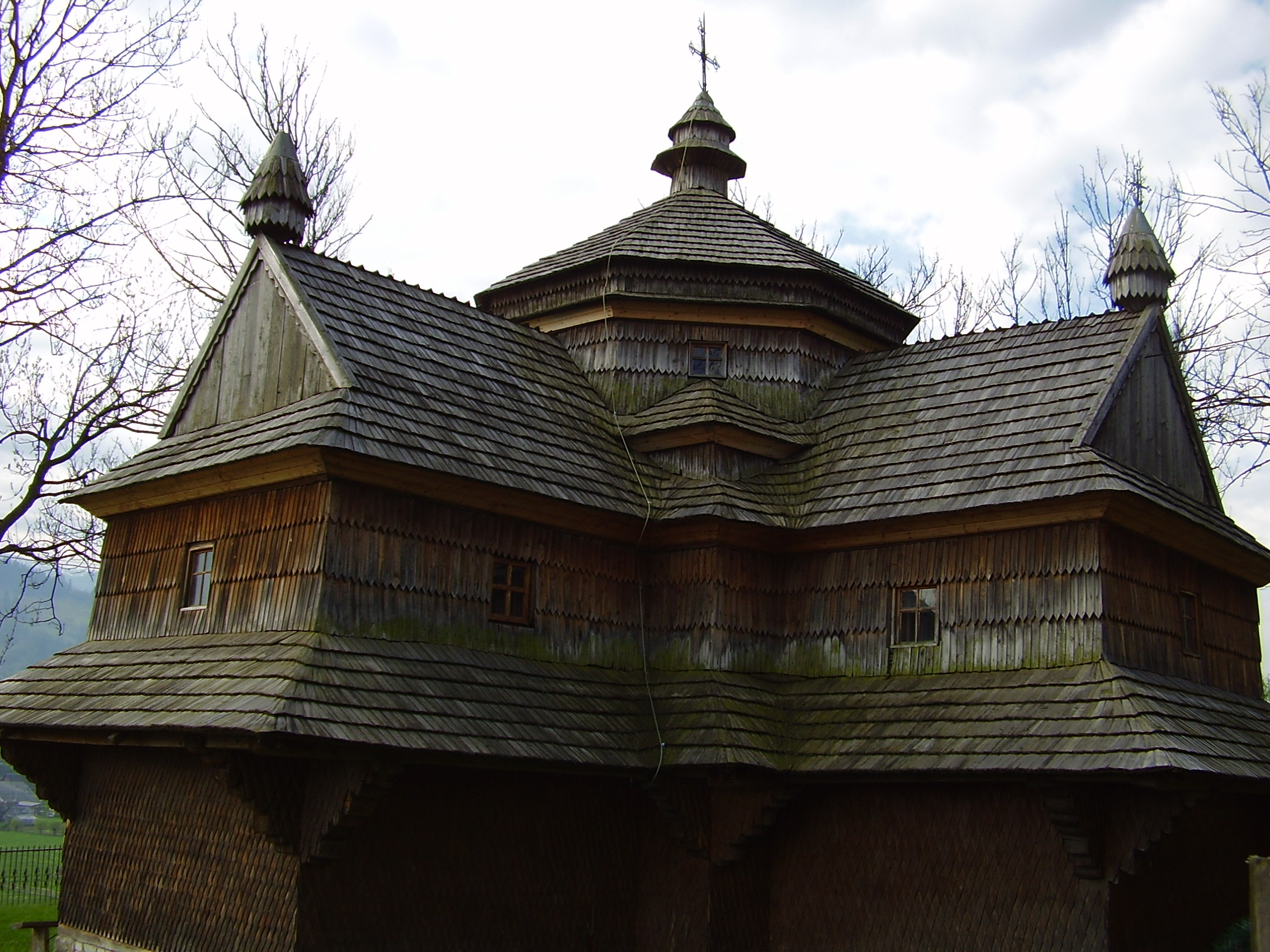
Cerkev
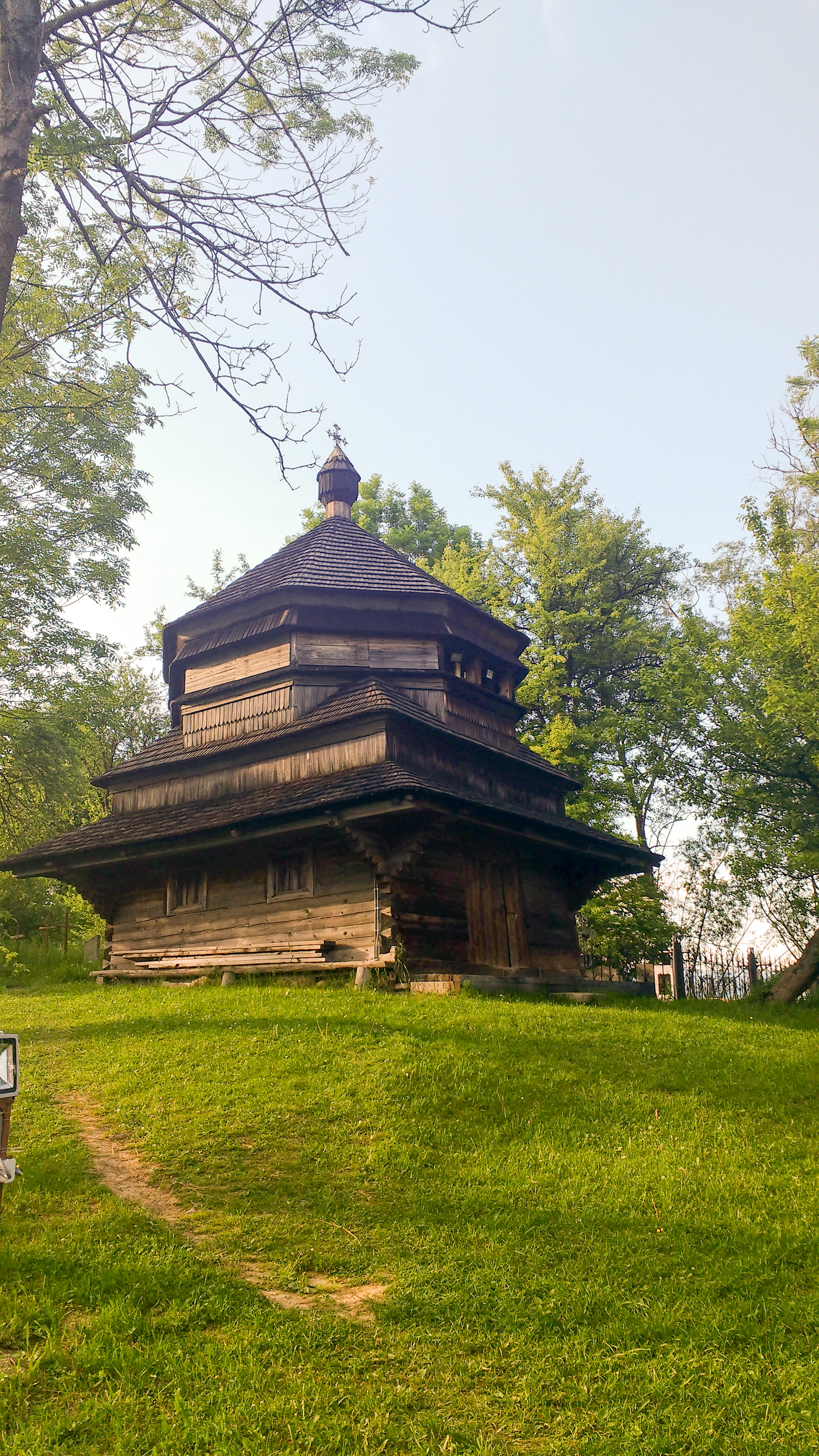
Zvonice